# Ghodageri, Hukeri
Ghodageri là một làng thuộc tehsil Hukeri, huyện Belgaum, bang Karnataka, Ấn Độ.